# Sarnaki
Sarnaki ist ein Dorf sowie Sitz der gleichnamigen Landgemeinde im Powiat Łosicki der Woiwodschaft Masowien, Polen.

## Gemeinde
Zur Landgemeinde Sarnaki gehören folgende 32 Ortschaften mit einem Schulzenamt:
Binduga
Bonin
Bonin-Ogródki
Borsuki
Bużka
Chlebczyn
Chybów
Franopol
Grzybów
Hołowczyce-Kolonia
Horoszki Duże
Horoszki Małe
Klepaczew
Klimczyce
Klimczyce-Kolonia
Kózki
Mierzwice-Kolonia
Nowe Hołowczyce
Nowe Litewniki
Nowe Mierzwice
Płosków
Płosków-Kolonia
Raczki
Rozwadów
Rzewuszki
Serpelice
Stare Hołowczyce
Stare Litewniki
Stare Mierzwice
Terlików
Zabuże